# Renger van der Zande

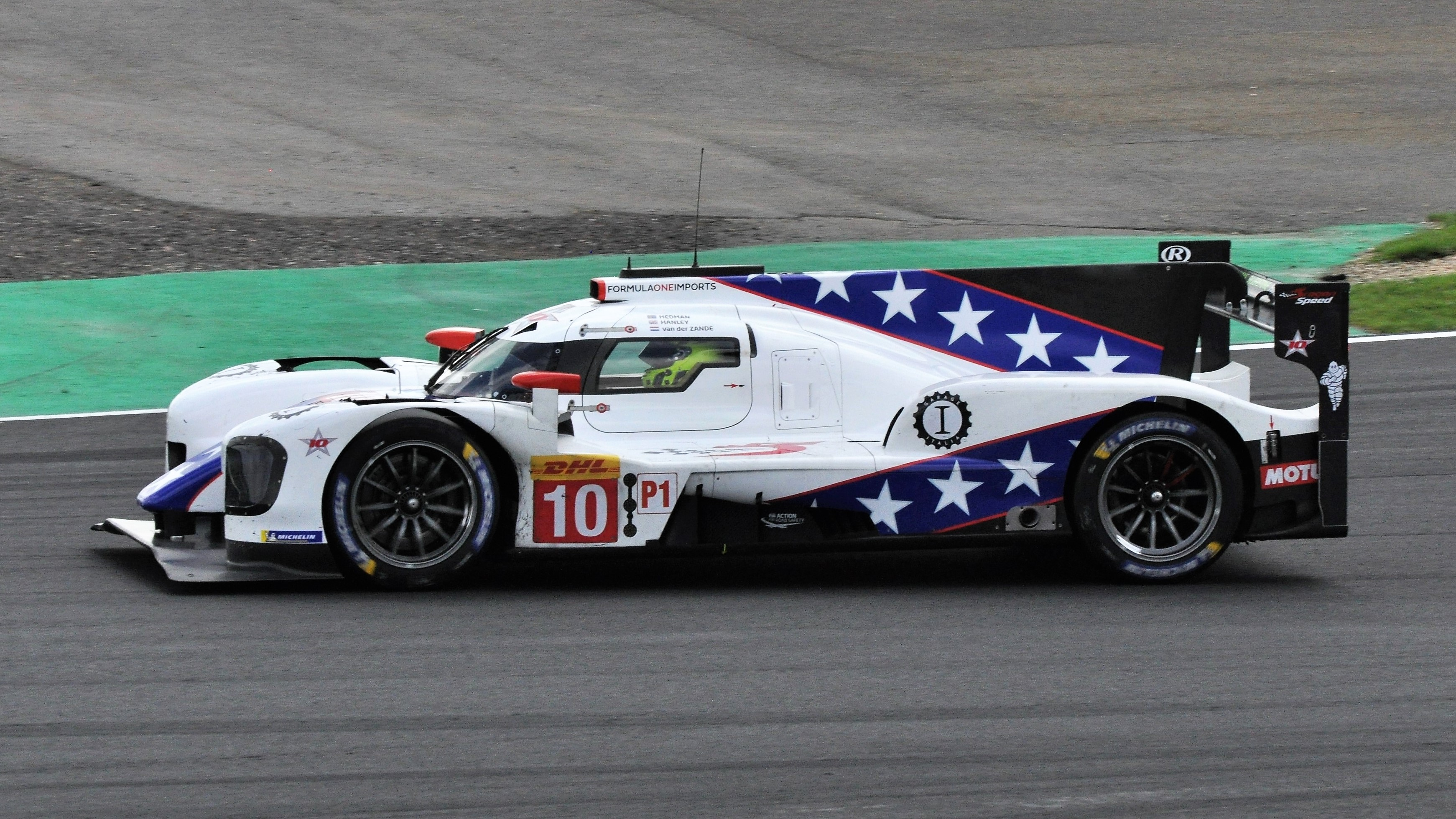
Renger van der Zande en las 6 Horas de Silverstone 2018.

Renger van der Zande (Dodewaard, provincia de Güeldres, Países Bajos, 16 de febrero de 1986) es un piloto de automovilismo neerlandés. Actualmente corre en carreras de resistencia del Campeonato Mundial de la FIA y de WeatherTech SportsCar Championship. Es vigente ganador de las 24 Horas de Daytona.

## Resultados

### GP2 Asia Series
(Clave) (negrita indica pole position) (cursiva indica vuelta rápida puntuable)

| Año     | Escudería        | 1   | 1   | 2   | 2   | 3    | 3    | 4   | 4   | 5   | 5   | 6    | 6    | Pos. | Puntos | Ref.  |
| ------- | ---------------- | --- | --- | --- | --- | ---- | ---- | --- | --- | --- | --- | ---- | ---- | ---- | ------ | ----- |
| 2008-09 | Arden Motorsport | SHA | SHA | DUB | DUB | SAK1 | SAK1 | LOS | LOS | KUA | KUA | SAK2 | SAK2 | 31.º | 0      | [ 2 ] |
| 2008-09 | Arden Motorsport |     |     | 11  | C   |      |      |     |     |     |     |      |      | 31.º | 0      | [ 2 ] |

### GP3 Series
(Clave) (negrita indica pole position) (cursiva indica vuelta rápida puntuable)

| Año  | Escudería            | 1   | 1   | 2   | 2   | 3   | 3   | 4   | 4   | 5   | 5   | 6   | 6   | 7   | 7   | 8   | 8   | Pos. | Puntos | Ref.  |
| ---- | -------------------- | --- | --- | --- | --- | --- | --- | --- | --- | --- | --- | --- | --- | --- | --- | --- | --- | ---- | ------ | ----- |
| 2010 | RSC Mücke Motorsport | BAR | BAR | EST | EST | VAL | VAL | SIL | SIL | HOC | HOC | BUD | BUD | SPA | SPA | MNZ | MNZ | 21.º | 6      | [ 3 ] |
| 2010 | RSC Mücke Motorsport | 15  | 24  | Ret | Ret | Ret | 24  | 11  | 7   | 3   | Ret | 9   | Ret | Ret | Ret | Ret | Ret | 21.º | 6      | [ 3 ] |

### Campeonato Mundial de Resistencia de la FIA
(Clave) (negrita indica pole position) (cursiva indica vuelta rápida)

| Año     | Escudería   | Clase | Automóvil                 | 1   | 2   | 3   | 4   | 5   | 6   | 7   | 8   | Pos. | Puntos | Ref.  |
| ------- | ----------- | ----- | ------------------------- | --- | --- | --- | --- | --- | --- | --- | --- | ---- | ------ | ----- |
| 2012    | Lotus       | LMP2  | Lola B12/80-Lotus (Judd)  | SEB | SPA | LMS | SIL | SÃO | BHR | FUJ | SHA | NC   | 0      | [ 4 ] |
| 2012    | Lotus       | LMP2  | Lola B12/80-Lotus (Judd)  | Ret |     |     |     |     |     |     |     | NC   | 0      | [ 4 ] |
| 2018-19 | DragonSpeed | LMP1  | BR Engineering BR1-Gibson | SPA | LMS | SIL | FUJ | SHA | SEB | SPA | LMS | 28.º | 8.5    | [ 5 ] |
| 2018-19 | DragonSpeed | LMP1  | BR Engineering BR1-Gibson |     | Ret | 11  |     | 6   | Ret | Ret | Ret | 28.º | 8.5    | [ 5 ] |

### 24 Horas de Le Mans
| Año     | Equipo                    | Copilotos                      | Automóvil                 | Clase    | Vueltas | Pos. | Pos. Clase |
| ------- | ------------------------- | ------------------------------ | ------------------------- | -------- | ------- | ---- | ---------- |
| 2018    | DragonSpeed               | Ben Hanley Henrik Hedman       | BR Engineering BR1-Gibson | LMP1     | 244     | DNF  | DNF        |
| 2019    | DragonSpeed               | Ben Hanley Henrik Hedman       | BR Engineering BR1-Gibson | LMP1     | 76      | DNF  | DNF        |
| 2020    | DragonSpeed USA           | Ben Hanley Henrik Hedman       | Oreca 07-Gibson           | LMP2     | 361     | 16.º | 12.º       |
| 2021    | Inter Europol Competition | Jakub Śmiechowski Alex Brundle | Oreca 07-Gibson           | LMP2     | 360     | 10.º | 5.º        |
| 2022    | JMW Motorsport            | Jason Hart Mark Kvamme         | Ferrari 488 GTE Evo       | GTE Am   | 331     | 50.º | 15.º       |
| 2023    | Cadillac Racing           | Sébastien Bourdais Scott Dixon | Cadillac V-Series.R       | Hypercar | 340     | 4.º  | 4.º        |
| Fuente: |                           |                                |                           |          |         |      |            |